# Рослини-хижаки
Рослини-хижаки — збірна, таксономічно неоднорідна група рослин, для яких характерна часткова або переважна, проте не цілковита гетеротрофія.
Вважається, що хижі рослини еволюціонували 9 разів незалежно у п'яти різних порядках квіткових рослин. Хижі рослини представлені більш ніж десятком родів і щонайменше 583 видами, які залучають, захоплюють і вбивають здобич, поглинаючи отримані доступні поживні речовини. Крім того, є понад 300 протохижих видів рослин у кількох родах; вони мають деякі, але не всі з наведених вище характеристик.

## Екологія
Рослини-хижаки живуть у воді прісних водоймищ, на заболочених лугах і болотах, у торфі, піску, тобто на субстратах, бідних на сполуки азоту. Неминуче в таких умовах азотисте голодування, а також нестача фосфору, калія та інших речовин. Хижі рослини це компенсують за рахунок перетравлювання невеликих тварин, насамперед комах, яких ловлять за допомогою спеціальних органів — метаморфізованого листя. На поверхні такого листя є залозки, що виділяють травні ферменти на зразок пепсину й органічні кислоти (мурашину, бензойну тощо). Ферменти розщеплюють білки тіла тварини до простіших, засвоюваних рослинами сполук.

## Живлення
У найвідоміших «хижаків» — росичок, непентесів і сараценій основна частина здобичі — комахи (звідси інша назва цих рослин — комахоїдні). Інші — водні пухирники і альдрованди ловлять найчастіше планктонних ракоподібних. Є і такі хижі рослини, які живляться мальками риб, пуголовками або навіть жабами та ящірками.
У наземних хижих рослин коренева система розвинена слабо, у водних вона редукована, проте всі вони можуть існувати завдяки речовинам, що отримують з ґрунту або води. Проте додаткове живлення тваринною їжею прискорює розвиток комахоїдних рослин, перехід до цвітіння і плодоносіння.

## Види
У світі налічують близько 450 видів таких рослин, що належать до 5 родин, у тому числі:
- росянкових (Дрозера круглолиста і ін.)
- пухирникових
- непентесових
- сарраценієвих
- цефалотових.

Ареали їхнього зростання — у різних куточках світу.

## Типи пасток
Рослини використовують 5 механізмів різного типу для ловлі здобичі:
- ловильні листки у формі глечиків
- листки, що стуляються
- липкі пастки
- засмоктувальні пастки
- пастки типу невиливайки.

Проте тип пастки не пов'язаний з належністю рослини до певної родини. В одній і тій самій родині рослини
можуть мати пристосування для ловлі різних типів. У родині пухирникових (Lentibulariaceae) є представники трьох груп, у родині росичкових (Droseraceae) — двох. Приваблена чашечкоподібними ловильними листками, комаха сідає на листок і сковзає з його гладкої поверхні вниз, тонучи у травному соку. Поступово всі поживні речовини комахи рослина всмоктує через поверхню листка.

### Глечики-пастки

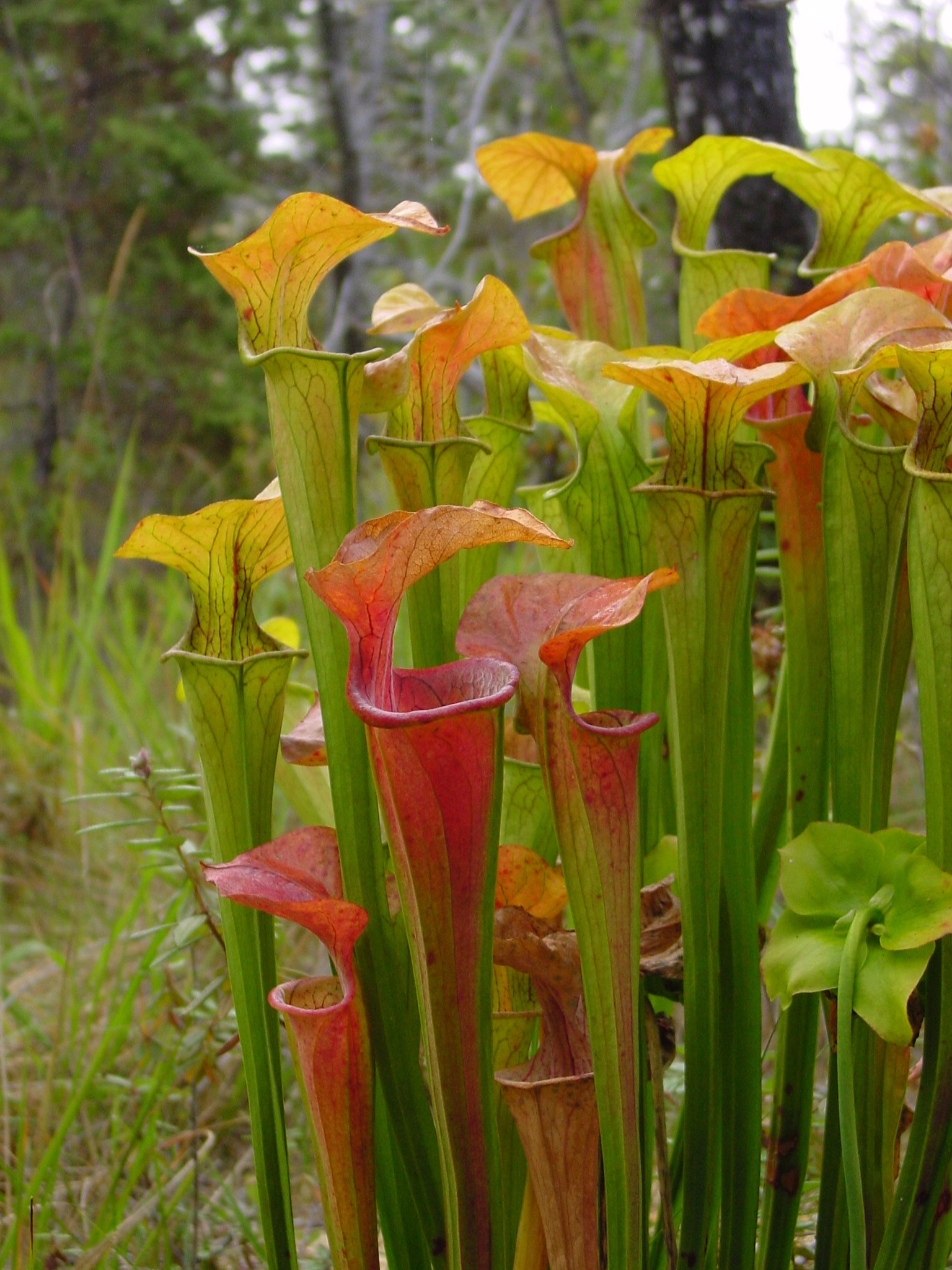
Сараценія

Краї та внутрішні стінки ловильних листків у деяких рослин забарвлюються в яскраво-червоний колір, інші виділяють подібно до цукрової (мурашина та інші) речовину. У Сараценії (Sarracenia) на шийці глечика ростуть довгі волоски, спрямовані донизу, що не дає змоги комахам вилізти нагору. У середині глечика залозки виділяють ферменти, що значно прискорюють розчинення комашиної плоті (хітиназа, протеази).
Проте існують і такі комахи, що мешкають усередині таких глечиків. Личинки комара Wyeomyia smitbii живуть у глечику пурпурової сараценії (Sarracenia purpurea), а дорослі комахи безперешкодно залітають і вилітають звідти. Павук Misumenops nepentbicola також часто влаштовує там житло.

### Пастки, що стуляються

Венерина мухоловка

Найвідоміший приклад такої пастки — це венерина мухоловка (Dionaea muscipula). Пастка формується в кінці листка, черешок відіграє роль петлі, а сам листок утворює дві облямовані зубцями частини. Кожна з них має чутливі волоски, що приводять у рух пастку.
Це відбувається в тому разі, якщо комаха ворухне одним з волосків. Вже при другому дотику до волоска з основи рослини надходить потужний електричний імпульс, що змушує пастку стулитися. При цьому немає значення чи повторний дотик стосувався одного й того ж волоска чи різних. У рослин спрацьовує надійний пусковий механізм «подвійної дії», що дає змогу уникнути випадкового спрацювання, наприклад від потрапляння дощових крапель.
Пастка спрацьовує за 1/5 секунди. Зубці, чіпляючись один за одного, стуляються не щільно, через що невелика комаха спроможна вилізти назовні. У такому разі пастка розтуляється знову, аби не витрачалась цінна травна рідина на дрібну, не дуже поживну здобич.
При потраплянні великої здобичі пастка повільно стуляється протягом кількох годин, аж поки жертва цілком не розчавиться.

### Липкі пастки

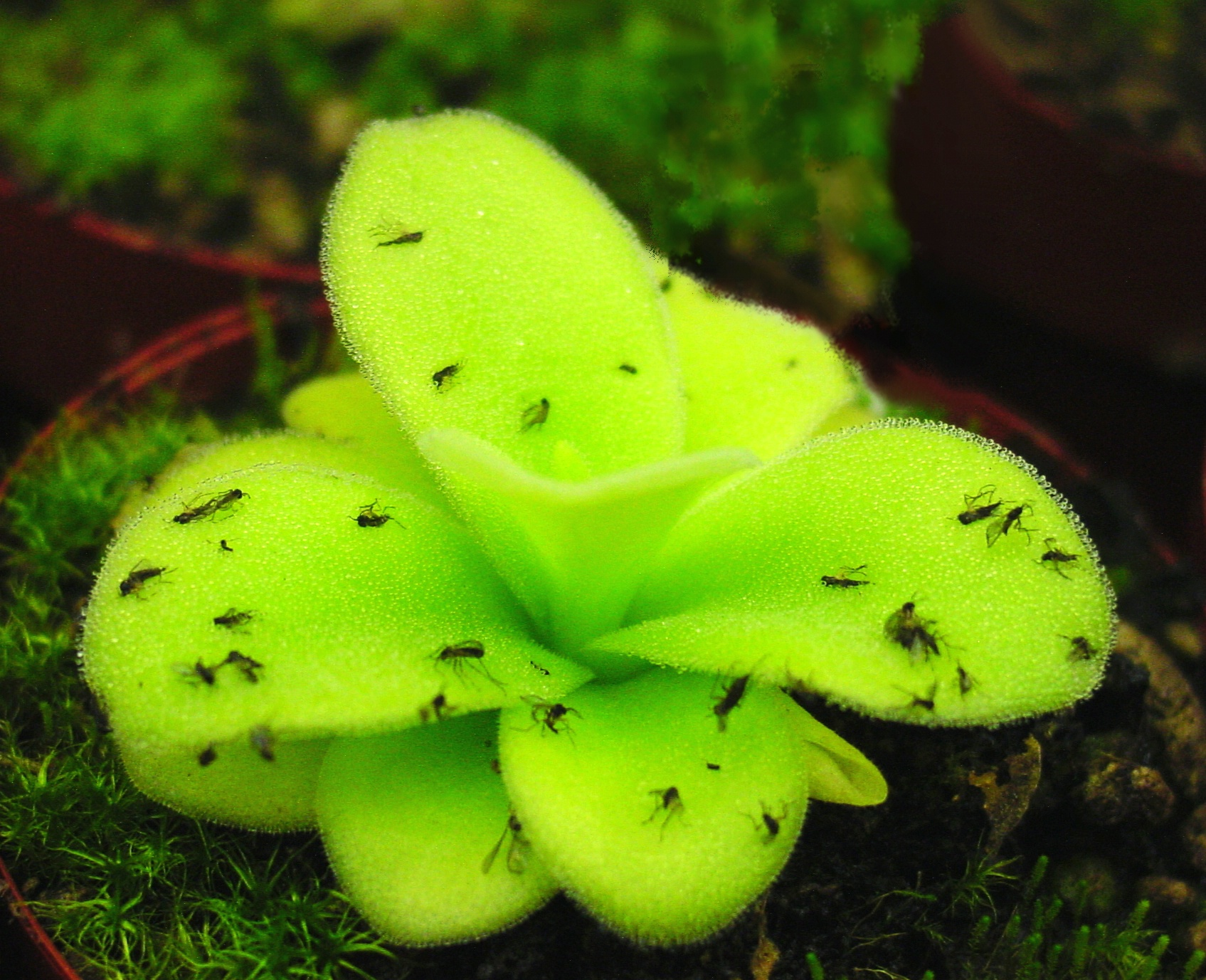
Комахи на листі Pinguicula gigantea

Росички (Drosera), росолисти (Drosophyllum), товстянки (Pinguicula) і бібліси (Byblis) використовують клейку речовину. Сівши на листок, комахи залипають у цукристій рідині. Намагаючись виповзти, жертва змушує сусідні волоски схилитися в бік джерела руху, внаслідок чого потрапляє в надійні обійми.

### Засмоктувальні пастки

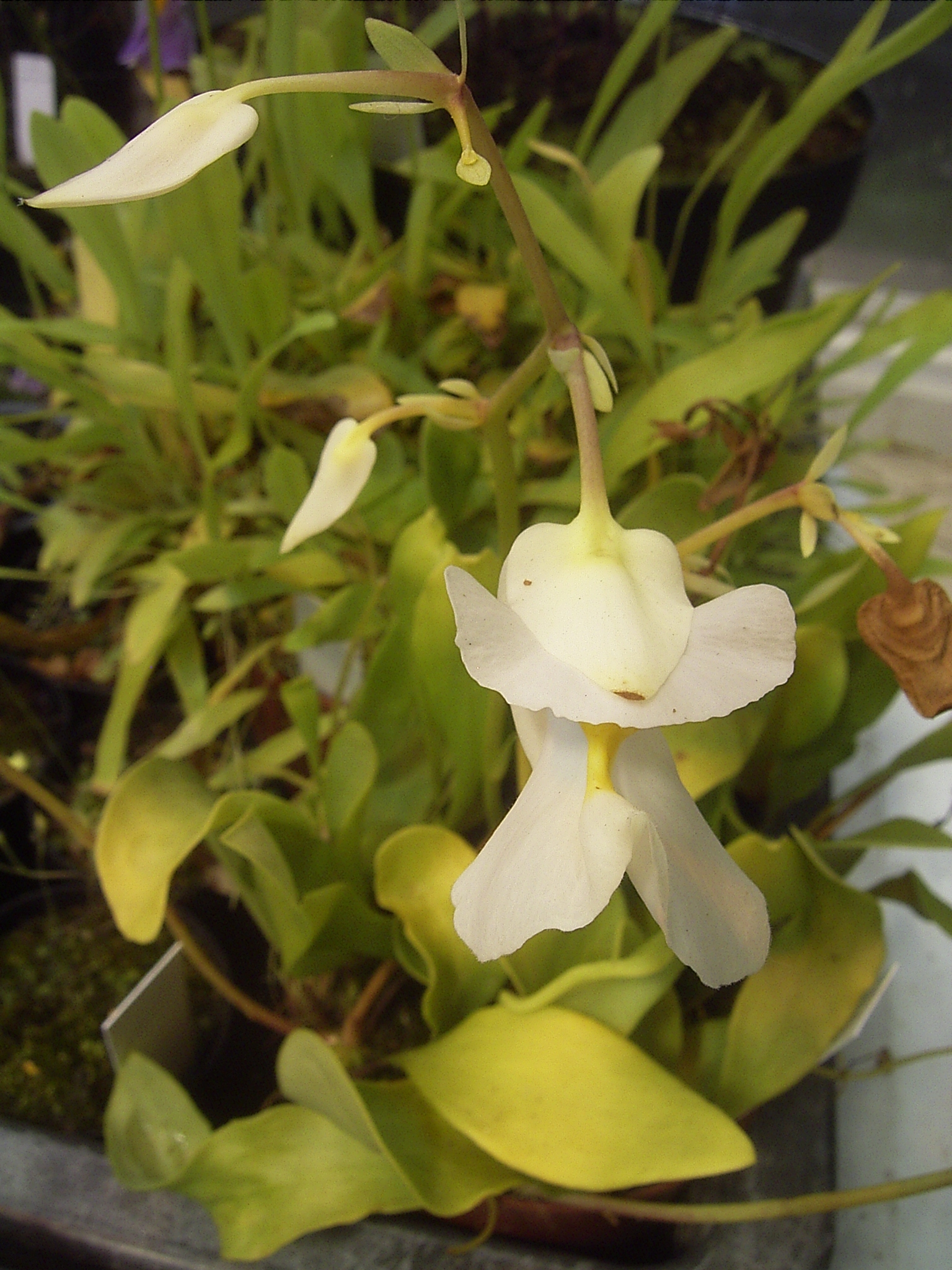
Пухиринка

Пухирники (Utricularia i Polypompbolyx) ростуть у водоймах. Вони вільно плавають або ж пускають коріння. З листків у них звисають пухирці з отвором, що затуляє вільно звисаючий клапан. Спеціальні залози викачують з пухирця майже всю воду, аби клапан щільно затулився під тиском води ззовні. Потім виділяється цукриста речовина, що приваблює здобич. Щетинки спрямовують здобич до клапана, який блискавично розтуляється, щойно жертва торкнеться сигнальних волосків. Тиск змушує клапан розтулятися в середину, внаслідок чого здобич разом із водою засмоктується в пухирець. Далі клапан швидко затуляється, вода викачується і розпочинається перетравлювання улову.

### Пастки-невиливайки

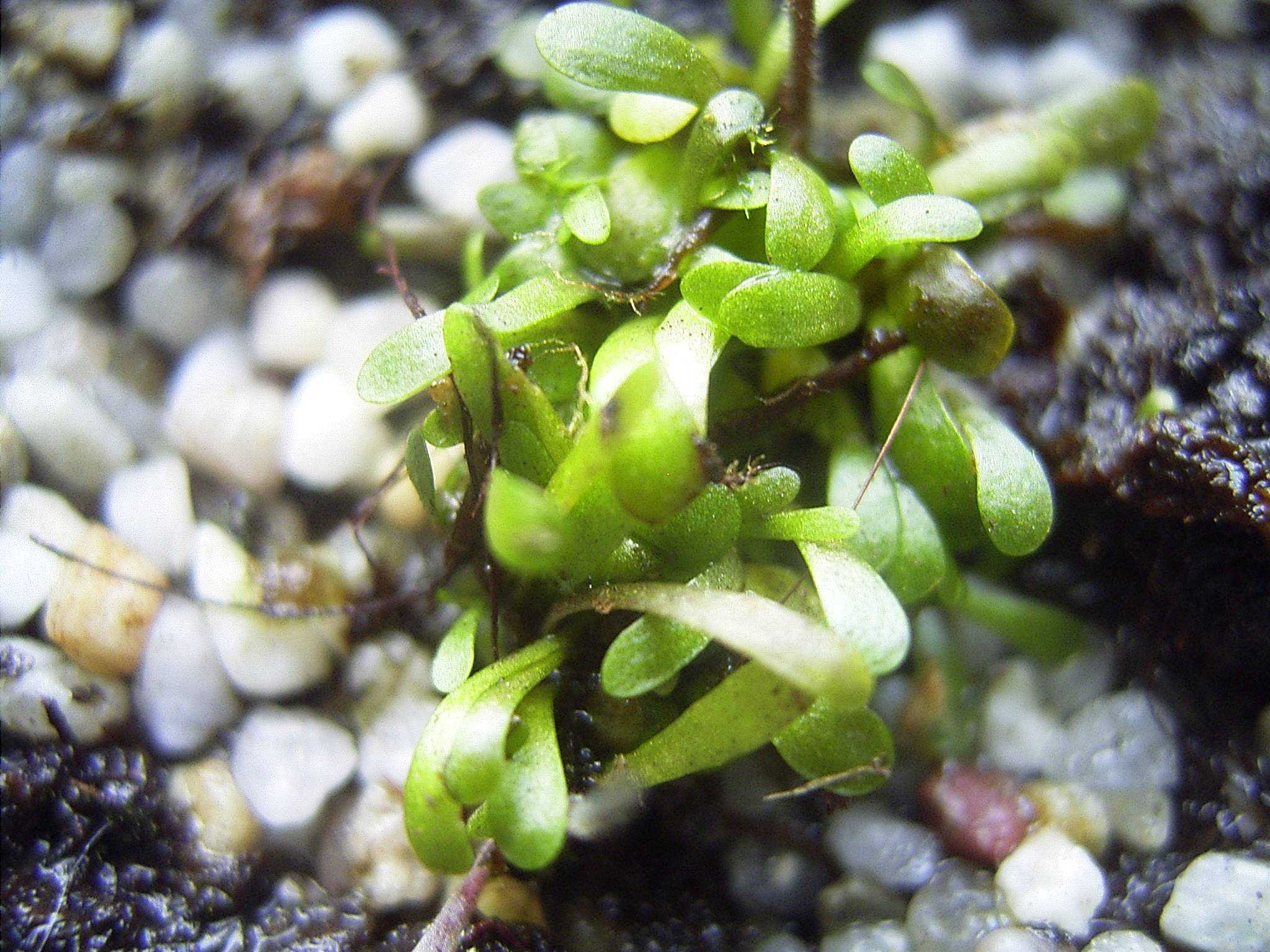
Генлісея

На мілинах поруч із пухирником трапляється генлісея (Genlisea) — невеликі, ледь затоплені розетки, що вільно плавають. Ловильні листки рослин мають короткий черешок, розділений на дві трубки, спрямовані у воду. Уздовж кожної з трубок проходить спіральний проріз, на внутрішній поверхні якого помітний ряд спрямованих усередину волосків. Залози, розташовані на передньому краї, виділяють клейку речовину.
Невеликі водні організми спрямовуються волосками всередину пастки, звідки вони вже неспроможні вилізти.

## Утримання в культурі
Серед тропічних комахоїдних рослин нині є чимало таких, що вирощуються як декоративні види. Серед них є і непентеси. Вони культивуються в ботанічних садах і привертають увагу аматорів. Так, непентес мадагаскарський (Nepenthes madagascariensis), поширений на острові Мадагаскар, має досить великі (до 20-25 см) «глечики» малинового кольору. Він культивується в теплих та вологих оранжереях. Дуже поширений в ботанічних садах непентес Рафмезі, що зростає на островах Калімантан та Суматра. «Глечики» у нього світло-зелені на довгому вусику, в червоних плямах та смугах. Серед непентенсів, що культивуються, є і гібридні види.
Вирощуються в культурі і комахоїдні рослини з інших регіонів. Це росички, товстянки, насамперед мексиканські види — Pinguicula caudata та Pinguicula gypsicola, які є рослинами помірного клімату. В природі вони зростають на торфовищах та на заболочених ґрунтах. При вирощуванні в культурі горщики обгортаються шаром сфагнового моху і вміщуються в тераріумі. Товстянки гарно квітують, а влітку до їх листків приклеюються численні комахи.
Велика колекція хижих рослин була зібрана в 1950-ті роки в ботанічному саду в Празі. З 1981 року існує Міжнародне товариство любителів і дослідників хижих рослин (The International Camivorus Plant Society). Колекція ботанічного саду в Ліберцях (північна Чехія) налічує понад 120 видів хижих рослин.

## Рослини-хижаки в Україні
Практично всі комахоїдні рослини України є рідкісними видами її флори, адже це переважно мешканці боліт, заболочених лук, водойм. Основними регіонами їх зростання в Україні є Полісся, насамперед Західне і Центральне, та Карпати.
У флорі України наявні 4 роди комахоїдних рослин — росичка (Drosera L.) та альдрованда (Aldrovanda L.) з родини росичкових (Droseraceae), товстянка (Pinguicula L.) та пухирник (Utricularia L.) із родини пухирникових (Lentibulariaceae).
До них належать 12 видів комахоїдних рослин:
1. Товстянка звичайна (Pinguicula vulgaris L.),
2. Товстянка альпійська (Pinguicula alpina L.),
3. Товстянка двоколірна (Pinguicula bicolor Wołoszcz.),
4. Пухирник звичайний (Utricularia vulgaris L.),
5. Пухирник малий (Utricularia minor L.),
6. Пухирник середній (Utricularia intermedia Hayne),
7. Пухирник Брема (Utricularia bremii Heer),
8. Пухирник південний (Utricularia australis R.Br. або Utricularia neglecta Lehm.)),
9. Росичка круглолиста (Drosera rotundifolia L.),
10. Росичка середня або Росичка проміжна (Drosera intermedia Hayne),
11. Росичка довголиста або Росичка англійська (Drosera longifolia L. або Drosera anglica Huds.),
12. Альдрованда пухирчаста (Aldrovanda vesiculosa L.)

В Україні трапляється також гібрид росички круглолистої з росичкою довголистою, описаний під назвою Drosera x obovata Mert & W.D.J. Koch.

### Охорона у природі
В Україні майже всі види рослин-хижаків занесені до Червоної книги України. Нині не охороняються на державному рівні лише 2 види комахоїдних рослин — Drosera rotundifolia (росичка круглолиста) та Utricularia vulgaris (пухирник звичайний). Проте ці види охороняються як регіонально рідкісні у низці областей України.
Статус міжнародної охорони має Aldrovanda vesiculosa (альдрованда пухирчаста). Цей вид включений до Додатку І Бернської конвенції та до Додатку ІІ до Директиви Європейського Союзу до місць зростання.
Pinguicula bicolor (товстянка двоколірна) увійшла до Червоної книги МСОП (IUCN) з категорією EN (Види під загрозою вимирання).
Інші види також входять до червоних книг низки країн та регіонів.